# Коробов, Григорий Ефимович
Григорий Ефимович Коробов (1916—1990) — Гвардии старшина Рабоче-крестьянской Красной Армии, участник Великой Отечественной войны, Герой Советского Союза (1944).

## Биография
Григорий Коробов родился 23 октября 1916 года в селе Алгасово (ныне — Моршанский район Тамбовской области). После окончания начальной школы работал в колхозе. В июне 1941 года Коробов был призван на службу в Рабоче-крестьянскую Красную Армию. С октября 1942 года — на фронтах Великой Отечественной войны. Принимал участие в боях на Сталинградском, Южном, 3-м Украинском фронтах. К апрелю 1944 года гвардии красноармеец Григорий Коробов был пулемётчиком 105-го гвардейского стрелкового полка 34-й гвардейской стрелковой дивизии 46-й армии 3-го Украинского фронта. Отличился во время форсирования Днестра.
18 апреля 1944 года Коробов в составе передового отряда под командованием лейтенанта Бориса Васильева-Кытина переправился через Днестр в районе села Раскаецы Молдавской ССР и принял активное участие в отражении 17 вражеских контратак, уничтожив большое количество солдат и офицеров противника.
Указом Президиума Верховного Совета СССР от 13 сентября 1944 года за «мужество и героизм, проявленные при форсировании Днестра» гвардии красноармеец Григорий Коробов был удостоен высокого звания Героя Советского Союза с вручением ордена Ленина и медали «Золотая Звезда» за номером 4862.
После окончания войны в звании старшины Коробов был демобилизован. Вернулся в Алгасово. Умер в 1990 году.
Был также награждён орденами Отечественной войны 1-й степени и Славы 3-й степени, рядом медалей.

## Память
Имя Коробова Г. Е. высечено на обелиске, установленном у села Раскэець в честь подвига 11 гвардейцев (Мемориал "Высота Ломакина") 